# Route nationale 76 (Estonie)
Pour les articles homonymes, voir Route nationale 76.
La route nationale 76 (Tugimaantee 76) est une route nationale estonienne reliant Kuressaare à Nasva. Elle mesure 13,5 km.

## Tracé
- Comté de Saare
  - Kuressaare
  - Kudjape
  - Sikassaare
  - Laheküla
  - Nasva